# Commedia nuova
Per commedia nuova si intende, secondo la suddivisione ideata dalla tradizione filologica alessandrina, l'ultima fase della commedia greca dopo la commedia antica e la commedia di mezzo.

## Contesto storico
Storicamente, essa coincide con l'inizio dell'età ellenistica, in cui il cittadino è ridotto al rango di suddito, ininfluente dal punto di vista politico, sicché i temi della commedia si adattano alla nuova realtà, spostandosi dall'analisi dei problemi politici all'universo dell'individuo.
È, dunque, una commedia che riflette la mutazione politica in corso, in cui Atene è una città che si avvia a diventare cittadina di provincia, mancando un ruolo politico forte, mentre la gestione del potere è affidata a pochi, i kalokagathoi, formata da militari, giovani della buona società, proprietari terrieri.
I tre maggiori commediografi del "nea" sono Difilo, Filemone e Menandro, notevole fonte di ispirazione per i latini Plauto e Terenzio.

## Struttura
Si verifica, secondo quanto si può riscontrare soprattutto dalle commedie menandree, le uniche pervenuteci in porzioni cospicue, un indebolimento delle tecniche drammaturgiche dell'"archaia": il coro perde importanza, come già visibile nel Pluto aristofaneo, creando una divisione in cinque atti, separati da un intermezzo (embolima) in cui il coro canta e danza, senza legami fra la trama e gli intermezzi, annunciati spesso da un personaggio per mostrare l'entrata in scena dei coreuti.
Inoltre, manca la parabasi, quindi viene chiusa la cosiddetta “quarta parete”: se in Aristofane c'erano legami tra scena e pubblico e ipotesi dialogiche degli attori con gli spettatori (con uno spazio aperto, metateatrale), nella commedia nuova viene eretto un muro e manca la partecipazione diretta allo spettacolo, sicché i personaggi vivono vicende circoscritte allo spazio scenico e rimangono distaccati.
Se il teatro di Aristofane era, per così dire, "primitivo", legato alla sua origine falloforica, Menandro risulta, invece, attentissimo all'unità temporale, bandisce musiche e danze, inserisce maschere fisse attinte da campionari di fisionomie: in effetti, i personaggi non riproducono che dei "tipi" secondo uno schema poi divenuto classico e adattato dalla commedia romana, con Plauto e Terenzio: i giovani innamorati, il vecchio scorbutico, lo schiavo astuto, il crapulone, il soldato fanfarone, l'etera, il cuoco.
Il linguaggio scurrile è limitato e l'attore, a quanto è dato sapere, recita in modo realistico, seppur ancora in trimetri giambici, quindi eliminando la polimetria aristofanea. 

## Trame
Le trame sono imperniate su vicende realistiche, prive di infrazioni temporali, in cui i personaggi hanno una psicologia profonda e sono caratterizzati per autonomia etica e affettiva; mancano, dunque, le invenzioni fantastiche di Aristofane. Questa innovazione si può spiegare con il fatto che ormai il pubblico sia più interessato alle tematiche private che a quelle sociali e voglia vedere rappresentato se stesso in un ambito domestico.
In effetti, la riduzione degli spazi e della partecipazione alla politica è verificabile anche dal contesto, dato che, abolito il theorikon, il contributo dato dal governo per permettere a tutti i cittadini di andare a teatro, si perde la valenza pubblica e il teatro, in generale, non è più un fenomeno di massa, ma elitario, che segue i gusti di una classe colta, educata e dotata di una certa sensibilità.
Inoltre, il protagonista non è più l'eroe comico dalle imprese straordinarie, ma una persona comune, rappresentata nella sfera privata, con atti minimi, mossi da motivazioni etiche: dunque, non si realizzano progetti grandiosi e il lieto fine è l'esito di un'azione difensiva contro gli imprevisti della Tύχη ("sorte") e ad esso partecipano tutti i personaggi.